# Palmtex Super Micro
Palmtex Portable Videogame System (PVS), в дальнейшем переименованная в Super Micro, и распространяемая под названием Home Computer Software — портативная игровая консоль, разработанная и изготовленная Palmtex, выпущенная в 1983 или 1984 году.

## Описание
У устройства имелся ряд проблем с качеством и дизайном. Известно, что для этой консоли было выпущено только три игры. Все экземпляры чрезвычайно подвержены поломке при нормальном использовании.